# Architis fritzmuelleri
Architis fritzmuelleri là một loài nhện trong họ Pisauridae.
Loài này thuộc chi Architis. Architis fritzmuelleri được miêu tả năm 2007 bởi Santos.